# 2MASS J05361998-1920396
2MASS J05361998-1920396 ist ein Brauner Zwerg im Sternbild Hase. Er wurde 2007 von Kelle L. Cruz et al. entdeckt. Er gehört der Spektralklasse L1 an.